# Holcolaetis strandi
Holcolaetis strandi là một loài nhện trong họ Salticidae.
Loài này thuộc chi Holcolaetis. Holcolaetis strandi được Lodovico di Caporiacco miêu tả năm 1940.